# زلا کولاتا
زلا کولاتا (به لاتین: Zla Kolata) یک کوه در مونته‌نگرو است که در ناحیه تروپویه واقع شده‌است. زلا کولاتا ۲٬۵۳۴ متر بالاتر از سطح دریا واقع شده‌است.